# Caryn Oyo Dasah
Caryn Oyo Dasah née en 1992 à Econa dans la région du Sud-Ouest, elle grandit dans la division de Momo dans la région du Nord-Ouest du Cameroun. Elle est une féministe camerounaise, militante de la justice sociale et de l'égalité des sexes. Elle est fondatrice de l'association Hope Advocates Africa, une organisation qui travaille sur les droits sexuels, reproductifs et humains des femmes et des filles, l'autonomisation des femmes et la construction de la paix,. 

## Biographie

### Formation
Caryn Dasah est titulaire d'une maîtrise en paix, conflit et relations internationales. En 2023, Caryn Dasah fait partie des 20 jeunes militantes féministes de 17 pays retenues pour prendre part au programme de mentorat 2023 Sister-to-Sister organisé par Nobel Women’s Initiative et le Coady International Institute. Le but de l'initiative étant de créer une nouvelle vision de la construction de la paix féministe inclusive et de la défense des droits des femmes.

### Carrière
Jeune leader camerounaise militante des droits des femmes, Caryn Dasah créée l'association «Hope Advocate Africa» en 2015. L'organisation fournit des services juridiques, sociaux et psychosociaux aux femmes et aux jeunes filles victimes de violence. Avec ces actions, l'organisation espère soulager le problème de népotisme que font fasse les victimes de violence face à la justice.
En 2018, dans le cadre de la lutte contre les violences basées sur le genre, Caryn Dasah et des femmes des régions du Nord-Ouest et du Sud-Ouest du Cameroun ont organisé une «campagne de lamentation». Cette campagne ayant pour but de condamner la crise dans les deux régions anglophones du pays et aussi l'augmentation de violence basée sur le genre engendrée par la crise, a rassemblé des centaines de femmes défenseurs de la paix.
Caryn Dasah ayant également pour objectif de transcender le travail humanitaire, forme des jeunes femmes en tant bâtisseuses de paix. En 2018, elle lance la campagne «HerPlace» visant à mobiliser les femmes dans les villages pour qu'elles forment un réseau solide afin de négocier et de construire la paix dans leurs communautés. Dans le cadre de ce projet, elle aurait mobilisé plus de 500 femmes par le biais de conférences et d'ateliers, au cours desquels les femmes ont suivi une formation de base en médiation et en négociation. 
En 2019, Caryn Dasah et d'autres femmes camerounaises sont invitées à une résidence de médiation et de résolution des conflits organisée par le mouvement panafricain pour la justice et la paix Africans Rising. À la suite de cette expérience, ces femmes ont créé l'organisation Cameroon women’s peace movement. La même année, Caryn Dasah conduit une délégation du Cameroon women’s peace movement à une pré-consultation pour les pourparlers de paix du Dialogue national parrainé par le gouvernement camerounais. 
Également membre du Beijing+25 Youth Task Force, en 2020, elle est élue coordinatrice générale du Cameroon women’s peace movement, qui est un ensemble d'organisations de la société civile dirigées par des femmes. Ces femmes étant des activistes et des dirigeants des dix régions du Cameroun qui se sont réunies avec un objectif commun : «faire en sorte que les femmes camerounaises contribuent de manière significative au processus de paix dans leur pays d'origine»,.
En 2020, Caryn Dasah crée le projet «Healing Invisible Wounds». Ce projet se concentre sur les femmes qui ont subies des traumatismes, à la suite de la perte d'un être cher dans le sillage de la crise anglophone, les survivantes de viols et les survivantes de tortures. 
En 2022, sous la couverture de l'organisation «Hope Advocate Africa» dont elle est la fondatrice et la directrice exécutive, Caryn Dasah distribution des kits d'accouchement à 25 femmes enceintes et filles vulnérables dans la région du Sud-Ouest à l'Annexe de l'hôpital régional de Buéa; initiative financée par le Fonds mondial pour les droits de l'homme et NAMATI. Des jeunes femmes de la région du Nord-Ouest devant également recevoir une aide similaire les prochains jours.

## Distinctions
Caryn Dasah est une ambassadrice du programme Generation Equality Task Force de l'ONU Femmes. En tant qu'ambassadrice, elle a pris au forum «I am Generation Equality» à New York et à Paris afin de faire entendre la voix des femmes qu'elle représente,.
Elle est la coordinatrice générale Cameroon women’s peace movement.
En 2023, elle fait partie des dix femmes bâtisseuses de paix récompensées par des bourses du réseau «Women Waging Peace».